# Bright Size Life
Bright Size Life – autorski album Pata Metheny’ego. Nagrany został w grudniu 1975, a wydany w roku 1976 przez wytwórnię muzyczną ECM.

## Lista utworów
| Utwór                    | Kompozytor/zy   | Czas | Przypis |
| ------------------------ | --------------- | ---- | ------- |
| Bright Size Life         | Pat Metheny     | 4:45 | [ 1 ]   |
| Sirabhorn                | Pat Metheny     | 5:27 | [ 1 ]   |
| Unity Village            | Pat Metheny     | 3:38 | [ 1 ]   |
| Missouri Uncompromised   | Pat Metheny     | 4:13 | [ 1 ]   |
| Midwestern Nights Dream  | Pat Metheny     | 6:00 | [ 1 ]   |
| Uniquity Road            | Pat Metheny     | 3:36 | [ 1 ]   |
| Omaha Celebration        | Pat Metheny     | 4:17 | [ 1 ]   |
| Round Trip/Brodway Blues | Ornette Coleman | 4:58 | [ 1 ]   |

## Wykonawcy
- Pat Metheny - sześciostrunowa gitara basowa, dwunastostrunowa gitara basowa, gitara basowa, gitara basowa elektryczna, gitara, gitara (dwunastostrunowa; dwunastostrunowa elektryczna)[2]
- Bob Moses - bębny, werble[2]
- Jaco Pastorius - gitara basowa, gitara basowa elektryczna, gitara basowa bezprogowa[2]

## Osoby współpracujące
- Dieter Bonhorst - przygotowanie okładki[2]
- Gary Burton - okładka[2]
- Ornette Coleman - kompozytor[2]
- Manfred Eicher - producent[2]
- Rainer Kiedrowski - zdjęcie na okładce[2]
- Roberto Masotti - fotografia[2]
- Martin Wieland - inżynier (technik)[2]

## Miejsce na listachBillboardu
| Rok  | Lista       | Nr na liście | Przypis |
| ---- | ----------- | ------------ | ------- |
| 1976 | Jazz Albums | 28           | [ 3 ]   |

## Wydania albumu

### Jako CD
- W 1991, 2002, 2004 i nieznaną datą przez ECM[4]
- W 2011 przez Universal Japan[4]
- W nieznanym roku przez Universal Distribution[4]

### Inne
- W 2007 w Digi przez ECM[4]